# Elsa van Dien
Elsa Van Dien (12 de julio de 1914 - 2007) fue una astrónoma nacida en Surinam.  Obtuvo su Doctorado en la Universidad de Harvard.  Se casó con el también astrónomo Gale Bruno van Albada.

## Semblanza
Elsa van Dien nació en Paramaribo, Surinam, el 12 de julio de 1914, hija de Rebecca da Silva y Gerrit van Dien. La familia se mudó a los Países Bajos en 1923. Comenzó a estudiar Astronomía en 1932 en la Universidad de Ámsterdam. También se matriculó en la Universidad de Leiden en 1935 para tener acceso a su observatorio.
Fue premiada con una beca  por el Radcliffe College para septiembre de 1939, pero debido a la Segunda Guerra Mundial tuvo que comenzar su doctorado allí en septiembre de 1945, también con apoyo de la Asociación Estadounidense de Mujeres Universitarias (AAUW). El título descriptivo de su tesis es: El efecto Stark de las líneas de Balmer superiores en estrellas de tipos espectrales A y B. Tesis - Radcliffe, 1947.
Después de su doctorado, inicialmente se quedó en el Observatorio Astrofísico Dominion en Victoria, Canadá. En 1948, se mudó de nuevo a los Países Bajos. En agosto de 1948, fue nombrada para trabajar en el Observatorio Bosscha, cercano a Bandung, Indonesia. Allí  conoció y se casó con Bruno van Albada. Continuó su investigación astronómica hasta 1958, cuando la familia regresó a los Países Bajos. Retomó su investigación en astronomía después de la muerte de van Albada en diciembre de 1972.